# Mississippi John Hurt
"Mississippi" John Smith Hurt (Teoc, Misisipi, 8 de marzo de 1893, Grenada, Misisipi - 2 de noviembre de 1966) fue un cantautor y guitarrista estadounidense de blues y folk. Hurt creció en la localidad de Ávalon, Misisipi y aprendió a tocar la guitarra a los nueve años. Pasó parte de su infancia escuchando viejos temas del blues mientras trabajaba como peón de granja. En 1923, debutó de la mano de Willie Narmour, sustituyendo a su habitual compañero Shell Smith. Cuando Narmour tuvo la ocasión de grabar con Okeh Records, recomendó a Hurt al productor de la discográfica Tommy Rockwell. Después de escuchar "Monday Morning Blues", grabó dos sesiones en Memphis y Nueva York. El mote de "Mississippi" se lo puso Okeh en sus promociones. Después de un disco que pasó sin pena ni gloria y la bancarrota de Okeh por la Gran Depresión, Hurt volvió a Ávalon para trabajar como bracero y tocar en fiestas locales.
Pero a Hurt la suerte le da una segunda oportunidad. En 1963, es localizado por el crítico musical Tom Hoskins. Con su guitarra prácticamente intacta, Hoskins anima a Hurt a trasladarse a Washington D. C. y volverse a presentar como uno de los padres del blues. Comoquiera que sus primeras grabaciones coincidieron con la Gran Depresión, su nueva carrera correspondió con el renacimiento de la música folclórica estadounidense. Tocó en 1963 en el Newport Folk Festival y se convirtió en un nuevo ídolo de los seguidores de la música folk, realizando una multitud de conciertos y apareciendo en programas como The Tonight Show con Johnny Carson. Durante este período grabó tres álbumes con Vanguard Records. La influencia de Hurt se extiende a diferentes géneros como el blues, el country, bluegrass, folk o el rock and roll.
Hurt regresó a Misisipi, donde murió, en la localidad de Grenada, en 1966.

## Influencia y estilo
El material grabado por Hurt ha sido reeditado por varios sellos discográficos. Sus canciones han sido grabadas por músicos como Bob Dylan, Dave Van Ronk, Jerry García, Beck, Doc Watson, Taj Mahal, David Johansen, Bill Morrissey, Gillian Welch, Josh Ritter, Parsonsfield, Rory Block, entre otros.
Hurt usó un estilo autodidacta de tocar la guitarra rápido y sincopado. Fue influido por algunos músicos, entre ellos un cantante de blues anciano y jamás grabado de la zona donde vivía, Rufus Hanks, que tocaba la guitarra de doce cuerdas y la armónica. También recordó haber escuchado al cantante de country Jimmie Rodgers. En ocasiones, Hurt usaba una afinación abierta y una slide como hizo en su arreglo de "The Ballad of Casey Jones". El crítico Robert Christgau comentó: "la escuela de John Fahey procedió de su precisión, y aunque no es el único cantante quietamente conversativo en la tradición popular moderna, nadie más ha hablado de blues con tanta delicadeza o moderación".
Dos de las canciones de Hurt, versiones de "Frankie" y "Spike Driver Blues" se incluyeron en la Anthology of American Folk Music, lanzada en 1952. En 2017, la historia de su vida se contó en la serie documental American Epic. La obra presentaba imágenes inéditas de Hurt interpretando y siendo entrevistado, así como restauraciones de sus grabaciones de los años veinte. El director Bernard MacMahon declaró que Hurt "fue la inspiración para American Epic". Su vida se narró en un libro adjunto al documental, American Epic: The First Time America Heard Itself.

## Discografía
Avalon Blues: The Complete 1928 Okeh Recordings (Columbia Roots N' Blues reissue)
1. "Frankie" (3:21)- 24 de febrero de 1928, Memphis, TN - 400221-B, OK 8560
2. "Nobody's Dirty Business" (2:52)- 24 de febrero de 1928, Memphis - 400223-B, OK 8560
3. "Ain't No Tellin'" (2:54)- 21 de diciembre de 1928, Nueva York, NY - 401471-A, OK 8560
4. "Louis Collins" (2:57)- 21 de diciembre de 1928, Nueva York, NYC - 401472-A, OK 8724
5. "Avalon Blues" (3:01)- 21 de diciembre de 1928, Nueva York, NYC - 401473-B, OK 8759
6. "Big Leg Blues" (2:50)- 21 de diciembre de 1928, Nueva York, NYC - 401474-B, no lanzada
7. "Stack O' Lee" (2:55)- 28 de diciembre de 1928, Nueva York, NYC - 401481-B, OK 8654
8. "Candy Man Blues" (2:44)- 28 de diciembre de 1928, Nueva York,  NYC - 401483-B, OK 8654
9. "Got The Blues (Can't Be Satisfied)" (2:49)- 28 de diciembre de 1928, Nueva York,  NYC- 401484-B, OK 8734
10. "Blessed Be The Name" (2:46)- 28 de diciembre de 1928, Nueva York,  NYC - 401485-B, OK 8666
11. "Praying On The Old Camp Ground" (2:35)- 28 de diciembre de 1928, Nueva York,  NYC- 401486-B, OK 8666
12. "Blue Harvest Blues" (2:51)- 28 de diciembre de 1928, Nueva York,  NYC - 401487-A, OK 8692
13. "Spike Driver Blues"[13] (3:13)- 28 de diciembre de 1928, Nueva York,  NYC - 401488, OK 8692

Last Sessions - 1966 (Vanguard)
1. "Poor Boy, Long Ways From Home"
2. "Boys, You're Welcome"
3. "Joe Turner Blues"
4. "First Shot Missed Him"
5. "Farther Along"
6. "Funky Butt"
7. "Spider, Spider"
8. "Waiting For You"
9. "Shortnin' Bread"
10. "Trouble, I've Had It All My Days"
11. "Let The Mermaids Flirt With Me"
12. "Good Morning, Carrie"
13. "Nobody Cares For Me"
14. "All Night Long"
15. "Hey, Honey, Right Away"
16. "You've Got To Die"
17. "Goodnight Irene

Worried Blues (Piedmont PLP 13161, Piedmont Records)
Cara 1
- Lazy Blues
- Farther Along
- Sliding Delta
- Nobody Cares For Me
- Cow Hooking Blues

Cara 2
- Talkin’ Casey Jones
- Weeping and Wailing
- Worried Blues
- Oh Mary, Don’t You Weep
- I Been Cryin’ Since You Been Gone

Mississippi John Hurt Today (VSD-79220, Vanguard Records)
Cara 1
- Payday
- I’m Satisfied
- Candy Man
- Make Me a Pallet on the Floor
- Talkin’ Casey Jones
- Corrinna, Corrinna

Cara 2
- Coffee Blues
- Louis Collins
- Hot Time in the Old Town Tonight
- If You Don’t Want Me. Baby
- Spike Driver Blues[13]
- Beulah Land

The Best of Mississippi John Hurt  (VSD-19/20, Vanguard Records) 
Grabado en vivo en Oberlin College, 15 de abril de 1966
Cara 1
- Here I Am, Oh Lord, Send Me
- I Shall Not Be Moved
- Nearer My God to Thee
- Baby What’s Wrong With You
- It Ain’t Nobody’s Business

Cara 2
- Salty Dog Blues
- Coffee Blues
- Avalon, My Home Town
- Make Me a Pallet On the Floor
- Since I’ve Laid This Burden Down

Cara 1
- Sliding Delta
- Monday Morning Blues
- Richland Woman Blues
- Candy Man
- Stagolee

Cara 2
- My Creole Belle
- See See Rider
- Spanish Fandango
- Talking Casey
- Chicken
- You Are My Sunshine

The Candy Man (QS 5042, Quicksilver Records) 
Cara 1
- Richland Women Blues
- Trouble, I’ve Had It All My Days
- Chicken
- Coffee Blues
- Monday Morning Blues

Cara 2
- Frankie and Albert
- Talking Casey
- Here I am, Oh Lord, Send Me
- Hard Time in the Old Town Tonight
- Spike Driver Blues[13]

Volume One of a Legacy (CLPS 1068, Piedmont Records) 
Cara 1
- Trouble, I’ve Had It All My Days
- Pera Lee
- See See Rider
- Louis Collins
- Coffee Blues
- Nobody’s Dirty Business
- Do Lord Remember Me
- Monday Morning Blues

Cara 2
- Let the Mermaids Flirt With Me
- Payday
- Stack-o-Lee Blues
- Casey Jones
- Frankie and Albert

Folk Songs and Blues (PLP 13757, Piedmont Records) 
Cara 1
- Avalon Blues
- Richland Woman Blues
- Spike Driver Blues[13]
- Salty Dog
- Cow Hooking Blues
- Spanish Fandang

Cara 2
- Casey Jones
- Louis Collins
- Candy Man Blues
- My Creole Belle
- Liza Jane – God’s Unchanging Hand
- Joe Turner Blues

### Colectivos
- 1999 - Philadelphia Folk Festival - 40th Anniversary